# وارتان قازاریان
وارتان قازاریان (انگلیسی: Wartan Ghazarian؛ زاده ۱ دسامبر ۱۹۶۹) یک بازیکن فوتبال ارمنی-لبنانی است.
از باشگاه‌هایی که در آن بازی کرده‌است می‌توان به باشگاه فوتبال هومنتمن بیروت اشاره کرد.
وی همچنین در تیم ملی فوتبال لبنان بازی کرده است.